# Арбузов, Моисей Петрович
Моисе́й Петро́вич Арбу́зов (15 апреля 1908, г. Мариинск (в настоящее время — Кемеровской области) — 11 октября 1984) — украинский советский учёный в области металлургии и технологии металлов, металлофизик, профессор, член-корреспондент АН УССР (1967).

## Биография
После окончания в 1934 г. Томского университета работал в высших учебных заведениях УССР: Днепропетровска, Харькова и Киева.
С 1935 г. — на кафедре металлофизики Днепропетровского госуниверситета,
С 1944 г. работал в Академии наук УССР.
С 1946 по 1953 г. — заместитель директора Лаборатории металлофизики АН УССР по научной части. Уволился из лаборатории в связи с избранием по конкурсу заведующим кафедрой физики в Киевском институте гражданской авиации.
С 1962 г. работал заведующим отделом физических методов исследования в Институте материаловедения АН УССР.

## Научная деятельность
Научные интересы М. П. Арбузова охватывали область рентгеноструктурных исследований мартенситных превращений при различных режимах термических обработок металлов.
Последние годы жизни посвятил изучению структуры тугоплавких материалов, магнитных материалов, а также структурным аспектам процесса окисления интерметаллидов.